# 여자모도키
여자모도키(일본어: 女子モドキ→여자 같지 않은 여자)는 후지TV  드라마 《사람은 겉모습이 100%》주제가 이자 JY의 첫 번째  정규 앨범 Many Faces ~다면성~의 수록곡이다.